# Dziura w Żabiem
Dziura w Żabiem (Dziura w Żabim) – jaskinia, a właściwie schronisko, w Dolinie Rybiego Potoku w Tatrach Wysokich. Wejście do niej znajduje się w zachodnim zboczu Siedmiu Granatów, na wysokości 1600 metrów n.p.m. Długość jaskini wynosi 12 metrów, a jej deniwelacja 6 metrów.

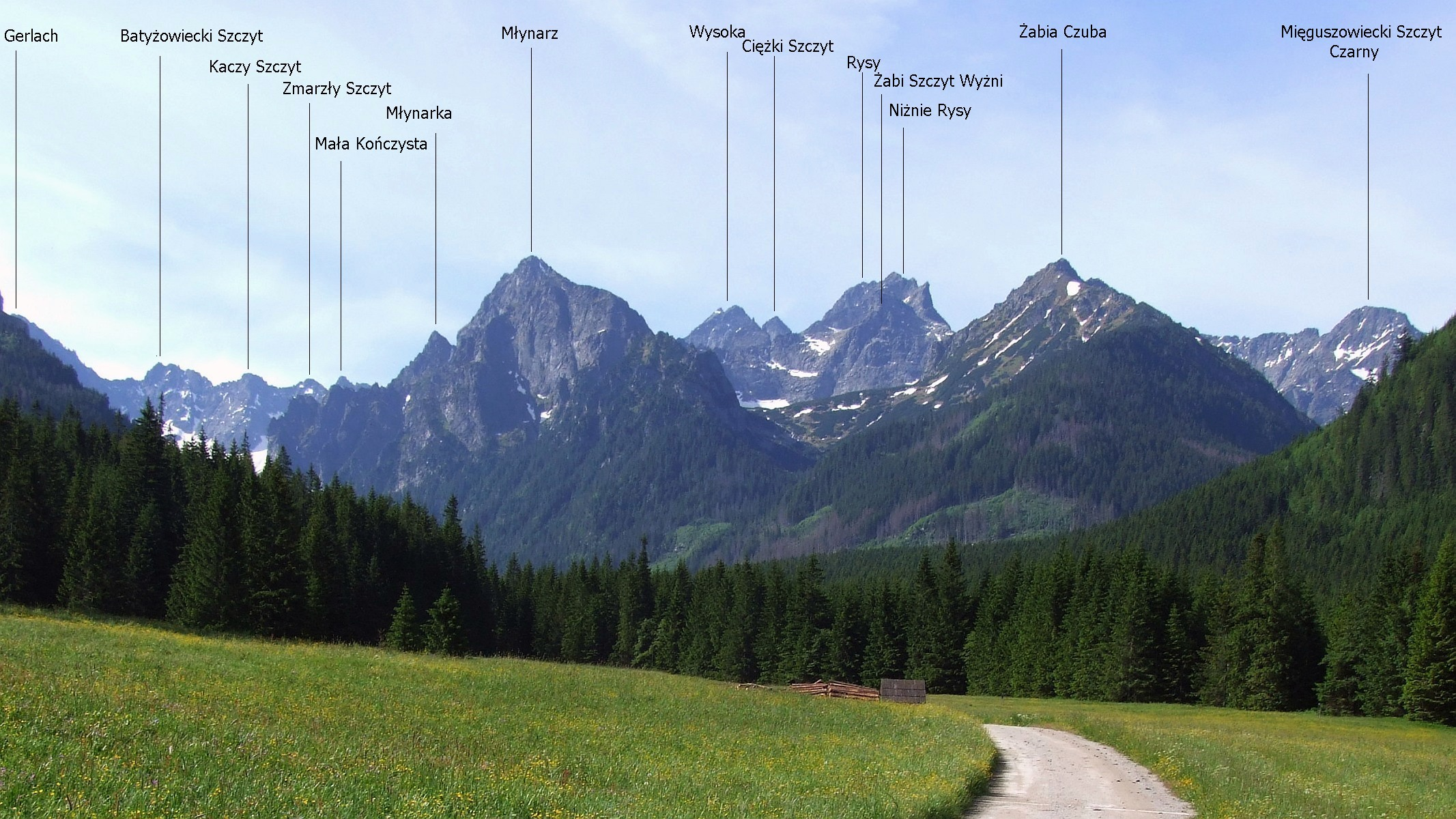
Po prawej, poniżej Żabiej Czuby grań Siedmiu Granatów

## Opis jaskini
Jaskinię stanowi stromo idący do góry, prosty. 12-metrowy korytarz zaczynający się w dużym otworze wejściowym.

## Przyroda
W jaskini brak jest nacieków. Zamieszkują ją nietoperze. Na ścianach rosną mchy i porosty.

## Historia odkryć
Jaskinia była prawdopodobnie znana od dawna. Pierwszy jej plan i opis sporządzili  Cz. Bryniarski i T. Zwijacz-Kozica w listopadzie 1998 roku.